# اسرار خانه سدان
اسرار خانه سدان نام کتابی است مستند و تحقیقی که در سال ۱۳۵۸ خورشیدی توسط اسماعیل رائین نوشته شده‌است. رائین در این کتاب، به موضوع اسناد و مدارک جاسوسی انگلیس در جریان ملی شدن شرکت نفت، (در سال ۱۳۳۰ خورشیدی)  پرداخته است.

## مشخصات
کتاب در قطع وزیری متوسط و در ۴۰۲ صفحه از نوع کاهی در چاپخانه سپهر تهران چاپ شده بدون ذکر شمارگان است ولی فهرست اعلام دارد و در بین صفحات، برگ‌هایی از اسناد چاپ شده‌است.
چاپ اول در سال ۱۳۵۸ و از ده بخش بشرح زیر تشکیل شده است:
1. حقیقت عریان
2. شرح کشف و انتشار اسناد
3. کشف اسناد در مجلس شورا
4. اداره کل تبلیغات ایران
5. دادستان کل
6. انعکاس در مطبوعات
7. مقالات روزنامه‌ها
8. در خدمت اربابان انگلیسی
9. خروج پنجاه چمدان اسناد نفت
10. یک جلسه تاریخی سرآغاز جنجال‌های نفت

## موضوع
در پی تصویب طرح ملی کردن صنعت نفت در سال ۱۳۳۰ و تعین هیئت شش نفری به عنوان هیئت مدیره موقت شرکت نفت از طرف دکتر مصدق، شرکت نفت جنوب وابسته به دولت انگلیس که اداره صنایع نفت را عهده‌دار بود از هیچ اقدامی در جهت ایجاد انواع کارشکنی‌ها و اختلال در این صنعت فروگذار نکرد. 
اداره انتشارات شرکت نفت که توسط نفت جنوب ایجاد شده بود به جای اینکه به انتشار دو نشریه خود بپردازد عملاً به ستاد مبارزه با جریان ملی شدن نفت تبدیل شده بود. مأموران انگلیسی با وخیم تر شدن اوضاع، اسناد و مدارک را از اداره انتشارات به منزل مستر سدان در کوچه ایرج خیابان قوام‌السلطنه برده و مخفی نموده بودند. در تیر ماه همان سال افرادی از وزارت کشور و اداره شهربانی به طور غیررسمی به آن خانه یورش برده و اسناد و مدارک را توقیف نمودند. هرچند انگلیسی‌ها توانسته بودند با استفاده از فرصت مقداری از آن‌ها را بسوزانند، ولی مدارک مهمی به دست دولت افتاد.